# Craseomys
Craseomys (Miller, 1900) è un genere di roditori della famiglia dei Cricetidi.

## Descrizione

### Dimensioni
Al genere Craseomys appartengono roditori di piccole dimensioni, con lunghezza della testa e del corpo tra 80 e 145 mm, la lunghezza della coda tra 57 e 68 mm e un peso fino a 50 g.

### Caratteristiche craniche e dentarie
Il cranio è delicato, arrotondato con un rostro corto e sottile e lo spazio inter-orbitale ristretto. Gli incisivi superiori sono lisci, quelli inferiori sono relativamente corti, i molari sono privi di radici e ipsodonti, ovvero con una corona alta. La loro forma prismatica è tipica della famiglia.
Sono caratterizzati dalla seguente formula dentaria:

## Distribuzione
Il genere è diffuso nell'Ecozona paleartica, dalla Scandinavia attraverso la Siberia e la Cina fino alla Penisola coreana e il Giappone.

## Tassonomia
Il genere comprende 6 specie.
- Craseomys andersoni
- Craseomys regulus
- Craseomys rex
- Craseomys rufocanus
- Craseomys shanseius
- Craseomys smithii